# وليد الركراكي
وليد الركراكي (مواليد 23 سبتمبر 1975) هو لاعب كرة قدم مغربي سابق، ومدرب كرة قدم حالي للمنتخب المغربي، صنع التاريخ عندما قاد منتخب بلاده إلى الدور نصف النهائي من كأس العالم 2022، كأول منتخب عربي وإفريقي يحقق هذا الإنجاز.
قاد المنتخب المغربي لاحتلال المركز الرابع في مونديال 2022، بعد تأهله متصدرا مجموعته التي كانت تضم بلجيكا، كرواتيا وكندا، ليُصبح المغرب أول منتخب إفريقي وعربي في التاريخ يصل إلى نصف نهائي المونديال.

## السيرة الذاتية

### المولد والنشأة
وُلد وليد الركراكي في 23 سبتمبر 1975 في بلدية كورباي إيسون الواقعة على نهر السين بضواحي العاصمة الفرنسية باريس، ونشأ في حي مونتكونساي وسط أسرة مغربية تنحدر من مدينة الفنيدق في شمال المغرب.

### المسار المهني (لاعب)
خاض الركراكي مجموعة من التجارب في الدوريات الفرنسي، الإسباني ثم المغربي وتفوقه الكبير جعله يفوز بجائزة أحسن مدافع في الدوري الفرنسي الدرجة الثانية إضافة إلى حصد بطاقة الصعود إلى الدرجة الأولى رفقة نادي أجاكسيو، كما خاض أكثر من 50 مباراة مع المنتخب الوطني المغربي. وفي سنة 2004 ساهم بشكل كبير في وصول منتخبه إلى نهائي كأس الأمم الأفريقية إذ نال جائزة أفضل مدافع في البطولة. وسنة 2007، توِّج اللاعب بجائزة أحسن مدافع مغربي.

### المسار المهني (مدرب)
في سنتي 2012 و2013، بعد اعتزاله اللعب نهائيا ونظراً إلى ثقافته الكروية العالية، اتجه وليد إلى العمل كمحلل تقني للدوري الفرنسي في قناة بي إن سبورتس بالفرنسية بما أنه لم يكن يجيد العربية الفصحى.
بعد نيله شهادة التدريب أ، انتقل الركراكي في أول تجاربه للإشراف سنة 2014 على تدريب الفتح الرباطي، هذا النادي الذي لطالما عرف بمنحه الوقت الطويل لمدربيه من أجل العمل نظرا لغياب الضغط الجماهيري عكس أغلب النوادي المغربية التي تسارع دائما إلى تغيير الأطقم التقنية أثناء النكسات.
وضع وليد مشروع كروي مع المسؤولين يتضمن التنسيق مع كافة الفئات السنية للنادي بشراكة مع أكاديمية محمد السادس لكرة القدم، ومنذ أول سنة له مع الفريق الرباطي تمكن هذا المدرب الشاب من التتويج بكأس المغرب المعروف بكأس العرش سنة 2014. ثم تمكن من الوصول إلى نصف نهائي كأس الاتحاد الأفريقي قبل أن يقصيه نادي الزمالك المصري بفارق الأهداف المتلقاة داخل الميدان (علما أنهما تعادلا في مبارتي الذهاب والإياب).
في سنة 2015، وصل الركراكي بفريقه مجددا إلى نهائي الكأس لكنه خسر في ضربات الجزاء بعد انتهاء الوقت الأصلي بالتعادل السلبي. وفي نفس الموسم، حقق الركراكي إنجازا تاريخيا بعد أن قاد الفتح إلى الفوز بالدوري المغربي لأول مرة في تاريخه بعد عقدة استمرت لسنوات، ليتحدى بذلك عقبة أنه أصغر مدرب في البطولة.
و في نفس السنة، استقبل المدرب في القصر الملكي حيث أخذ المدرب وسام الشرف على يد الملك محمد السادس.
في السنة الموالية، ظهر الفريق بشكل باهث محتلا بالتالي المركز السابع، لكن الفريق في هذه السنة اعتمد بشكل أساسي على المشاركات الخارجية خاصة بعد وصوله إلى الربع النهائي في كأس الاتحاد الأفريقي وبعد المشاركة في البطولة العربية للأندية التي ارتئ فيها المدرب إشراك فقط بعض الشباب والانتدابات الجديدة في حين فضل إراحة بعض النجوم نظرا إلى ضغط المباريات.

## الإنجازات

### كلاعب
المغرب
- كأس الأمم الأفريقية الوصيف: 2004

### فردية
- أفضل مدافع بالدوري الفرنسي الدرجة الثانية: 2002
- أفضل مدافع في كأس الأمم الإفريقية 2004
- أفضل مدافع مغربي سنة: 2007

### كمدرب

#### النادي
الفتح الرباطي
- الدوري المغربي: 2016
- كأس العرش: 2014

 الدحيل
- الدوري القطري: 2020

 الوداد الرياضي
- الدوري المغربي: 2022
- دوري أبطال أفريقيا: 2022

#### المنتخب
المغرب
- كأس العالم: 
  - المركز الرابع: 2022

### فردية
- جائزة أفضل مدرب في إفريقيا : 2023[10]
- جائزة سكاي نيوز أفضل مدرب عربي في العالم : 2022[11]
- جائزة أفضل مدرب مغربي : 2014،[12] 2015[13] 2016،[14] 2022[15]

### السجلات
- أول مدرب أفريقي وعربي يصل لربع نهائي ونصف نهائي كأس العالم: 2022[16]
- الاتحاد الدولي لتاريخ وإحصاءات كرة القدم تاني أفضل مدرب في كأس العالم : 2022[17]
- الاتحاد الدولي لتاريخ وإحصاءات كرة القدم ثالث أفضل مدرب فالعالم : 2022[18]

## روابط خارجية
- وليد الركراكي على موقع الاتحاد الدولي (مؤرشف)  (الإنجليزية)
- وليد الركراكي على موقع قاعدة بيانات كرة القدم.إي يو (الإنجليزية)
- وليد الركراكي على موقع ليكيب (الفرنسية)
- وليد الركراكي على موقع ناشيونال فوتبول تيمز (الإنجليزية)
- وليد الركراكي على موقع Soccerway.com (الإنجليزية)
- وليد الركراكي على موقع كووورة